# Grand Prix na Żużlu 2022
Grand Prix na Żużlu 2022 (SGP) – dwudziesty ósmy sezon walki najlepszych żużlowców świata o medale mistrzostw świata w formule Grand Prix. Był to pierwszy sezon, w którym rolę promotora cyklu pełniła grupa Warner Bros. Discovery.  

## Uczestnicy Grand Prix
Dziewiąty raz w historii cyklu Grand Prix stali uczestnicy mieli prawo wyboru własnych numerów startowych. Zawodnicy z wybranymi numerami w sezonie 2022 występują we wszystkich turniejach. 
Natychmiastową kwalifikację do turnieju uzyskała najlepsza szóstka zawodników z cyklu Grand Prix 2021, zwycięzca Indywidualnych Mistrzostw Europy 2021, oraz trzech najlepszych zawodników Grand Prix Challenge 2021. Pozostałych pięciu zawodników została nominowana do turnieju przez promotora cyklu. Dodatkowo na każdą rundę zostaje przyznawana „dzika karta” oraz wybieranych jest dwóch zawodników rezerwowych (rezerwy toru). 
Równocześnie siedmiu zawodników zostało wpisanych na listę kwalifikowanej rezerwy (zawodnicy kwalifikowanej rezerwy), przez co w wyniku np. kontuzji stałego uczestnika cyklu zastąpią go w danej rundzie. 
Ze względu na inwazję Rosji na Ukrainę FIM zdyskwalifikowała rosyjskich i białoruskich zawodników z międzynarodowych rozgrywek. W związku z tym Artiom Łaguta (1. miejsce w 2021) oraz Emil Sajfutdinow (3. miejsce w 2021) zostali zawieszeni w tegorocznych rozgrywkach cyklu Grand Prix. 
11 marca 2022 promotorzy cyklu poinformowali, że w miejsce zawieszonych Rosjan do grona stałych uczestników zostali dołączeni Jack Holder oraz Daniel Bewley, którzy pierwotnie byli pierwszymi rezerwowymi cyklu.

### Stali uczestnicy
| Lp. | Nr  | Zawodnik          | Miejsce w 2021 | Występ | Historia występów                           | Uwagi                          |
| --- | --- | ----------------- | -------------- | ------ | ------------------------------------------- | ------------------------------ |
| –   | 1   | Artiom Łaguta     | 1              | 6      | 2011, 2018–2021                             | Mistrz Świata 2021             |
| 1   | 95  | Bartosz Zmarzlik  | 2              | 7      | 2012–2015, 2016–2021                        | Wicemistrz Świata 2021         |
| –   | 89  | Emil Sajfutdinow  | 3              | 11     | 2009–2013, 2017–2021                        | II Wicemistrz Świata 2021      |
| 2   | 71  | Maciej Janowski   | 4              | 8      | 2008, 2012, 2014, 2015–2021                 | 4. miejsce w Grand Prix 2021   |
| 3   | 66  | Fredrik Lindgren  | 5              | 13     | 2004, 2006–2007, 2008–2014, 2016, 2017–2021 | 5. miejsce w Grand Prix 2021   |
| 4   | 108 | Tai Woffinden     | 6              | 11     | 2010, 2011, 2013–2021                       | 6. miejsce w Grand Prix 2021   |
| 5   | 30  | Leon Madsen       | 7              | 4      | 2010, 2013, 2019–2021                       | stała dzika karta              |
| 6   | 46  | Max Fricke        | 8              | 3      | 2016–2017, 2019, 2020–2021                  | 2. miejsce w GP Challenge 2021 |
| 7   | 69  | Jason Doyle       | 9              | 8      | 2015–2021                                   | stała dzika karta              |
| 8   | 505 | Robert Lambert    | 10             | 2      | 2015, 2018–2019, 2021                       | stała dzika karta              |
| 9   | 105 | Anders Thomsen    | 11             | 2      | 2016, 2020, 2021                            | stała dzika karta              |
| 10  | 54  | Martin Vaculík    | 12             | 7      | 2012, 2013, 2017–2021                       | stała dzika karta              |
| 11  | 323 | Paweł Przedpełski | 17             | debiut | 2016, 2017, 2021                            | 1. miejsce w GP Challenge 2021 |
| 12  | 155 | Mikkel Michelsen  | 18             | 2      | 2015, 2018–2019, 2020, 2021                 | Mistrz Europy 2021             |
| 13  | 692 | Patryk Dudek      | —              | 5      | 2016, 2017–2020                             | 3. miejsce w GP Challenge 2021 |
| 14  | 25  | Jack Holder       | —              | debiut | 2016, 2020                                  | 1. stały rezerwowy             |
| 15  | 99  | Daniel Bewley     | —              | debiut | 2018                                        | 2. stały rezerwowy             |

### Dzika karta i rezerwowi toru
| Lp. | Grand Prix        | Dzika karta          | Rezerwowy 1                | Rezerwowy 2            |
| --- | ----------------- | -------------------- | -------------------------- | ---------------------- |
| 1   | Chorwacji         | (16) Matej Žagar     | (17) Nick Škorja           | (18) Dennis Fazekas    |
| 2   | Polski I          | (16) Maksym Drabik   | (17) Jakub Miśkowiak       | (18) Witalij Łysak     |
| 3   | Czech             | (16) Jan Kvěch       | (17) Daniel Klíma          | (18) Petr Chlupáč      |
| 4   | Niemiec           | (16) Kai Huckenbeck  | (17) Norick Blödorn        | (18) Lukas Baumann     |
| 5   | Polski II         | (16) Szymon Woźniak  | (17) Wiktor Jasiński       | (18) Oskar Paluch      |
| 6   | Wielkiej Brytanii | (16) Adam Ellis      | (17) Tom Brennan           | (18) Leon Flint        |
| 7   | Polski III        | (16) Gleb Czugunow   | (17) Bartłomiej Kowalski   | (18) Wiktor Przyjemski |
| 8   | Danii             | (16) Rasmus Jensen   | (17) Benjamin Basso        | (18) Emil Breum        |
| 9   | Szwecji           | (16) Oliver Berntzon | (17) Victor Palovaara      | (18) Anton Karlsson    |
| 10  | Polski IV         | (16) Kacper Woryna   | (17) Krzysztof Lewandowski | (18) Mateusz Affelt    |

### Stali rezerwowi
|    | Nr  | Zawodnik         |
| -- | --- | ---------------- |
| –  | 25  | Jack Holder      |
| –  | 99  | Daniel Bewley    |
| R1 | 29  | Andžejs Ļebedevs |
| R2 | 515 | Jakub Miśkowiak  |
| R3 | 266 | Mads Hansen      |
| R4 | 22  | Luke Becker      |
| R5 | 415 | David Bellego    |

## Kalendarz 2022
Początkowo w terminarzu rozgrywek znajdowało się 12 rund, jednak z powodu rosyjskiej inwazji na Ukrainę planowana runda w Togliatti została usunięta z kalendarza, natomiast planowana runda w Australii ostatecznie nie została potwierdzona.
| Lp. | Data           | Grand Prix        | Stadion                | Miasto              | Zwycięzca        |        |
| --- | -------------- | ----------------- | ---------------------- | ------------------- | ---------------- | ------ |
| 1   | 30 kwietnia    | Chorwacji         | Stadion Milenium       | Goričan             | Bartosz Zmarzlik | Wyniki |
| 2   | 14 maja        | Polski I          | Narodowy               | Warszawa            | Max Fricke       | Wyniki |
| 3   | 28 maja        | Czech             | Markéta                | Praga               | Martin Vaculík   | Wyniki |
| 4   | 4 czerwca      | Niemiec           | Bergring Arena         | Teterow             | Patryk Dudek     | Wyniki |
| 5   | 25 czerwca     | Polski II         | im. Edwarda Jancarza   | Gorzów Wielkopolski | Anders Thomsen   | Wyniki |
| 6   | 13 sierpnia    | Wielkiej Brytanii | Millennium Stadium     | Cardiff             | Daniel Bewley    | Wyniki |
| 7   | 27 sierpnia    | Polski III        | Olimpijski             | Wrocław             | Daniel Bewley    | Wyniki |
| 8   | 10 września    | Danii             | Vojens Speedway Center | Vojens              | Bartosz Zmarzlik | Wyniki |
| 9   | 17 września    | Szwecji           | G&B Arena              | Målilla             | Bartosz Zmarzlik | Wyniki |
| 10  | 1 października | Polski IV         | Motoarena              | Toruń               | Martin Vaculík   | Wyniki |

## Wyniki i klasyfikacje
| Zawodnik zakwalifikowany do przyszłorocznego GP |
| Stali uczestnicy                                |
| Dzika karta, stali rezerwowi, rezerwa toru      |

| Lp.                   | Zawodnik                   | Suma | HRV | PL1 | CZE | DEU | PL2 | GBR | PL3 | DNK | SWE | PL4 |
| 1                     | (95) Bartosz Zmarzlik      | 166  | 20  | 12  | 12  | 18  | 16  | 18  | 12  | 20  | 20  | 18  |
| 2                     | (30) Leon Madsen           | 133  | 12  | 18  | 10  | 10  | 10  | 14  | 18  | 16  | 9   | 16  |
| 3                     | (71) Maciej Janowski       | 106  | 18  | 11  | 14  | 8   | 2   | 7   | 14  | 2   | 16  | 14  |
| 4                     | (66) Fredrik Lindgren      | 103  | 8   | 16  | 6   | 16  | 5   | 11  | 8   | 4   | 18  | 11  |
| 5                     | (505) Robert Lambert       | 103  | 10  | 8   | 4   | 14  | 11  | 5   | 16  | 18  | 11  | 6   |
| 6                     | (99) Daniel Bewley         | 102  | 6   | 3   | 11  | 12  | 12  | 20  | 20  | 7   | 2   | 9   |
| 7                     | (692) Patryk Dudek         | 102  | 5   | 5   | 5   | 20  | 14  | 16  | 11  | 14  | 10  | 2   |
| 8                     | (108) Tai Woffinden        | 93   | 4   | 10  | 18  | 11  | 7   | 4   | 10  | 10  | 14  | 5   |
| 9                     | (54) Martin Vaculík        | 91   | 7   | 2   | 20  | 6   | 18  | –   | 5   | 1   | 12  | 20  |
| 10                    | (69) Jason Doyle           | 83   | 9   | 6   | 16  | 4   | 9   | 9   | 4   | 11  | 8   | 7   |
| 11                    | (155) Mikkel Michelsen     | 82   | 16  | 14  | 3   | 1   | 8   | 10  | 9   | 9   | –   | 12  |
| 12                    | (25) Jack Holder           | 67   | 3   | 7   | 7   | 9   | 6   | 12  | 6   | 8   | 6   | 3   |
| 13                    | (46) Max Fricke            | 52   | 2   | 20  | 8   | 2   | 1   | 8   | 2   | 6   | 3   | –   |
| 14                    | (105) Anders Thomsen       | 51   | 14  | 1   | 9   | 5   | 20  | 2   | –   | –   | –   | –   |
| 15                    | (323) Paweł Przedpełski    | 29   | 1   | 9   | 2   | 3   | 4   | 3   | 3   | 3   | 1   | 0   |
| 16                    | (29) Andžejs Ļebedevs      | 26   | –   | –   | –   | –   | –   | 6   | 1   | 5   | 4   | 10  |
| 17                    | (16) Rasmus Jensen         | 12   | –   | –   | –   | –   | –   | –   | –   | 12  | –   | –   |
| 18                    | (16) Matej Žagar           | 11   | 11  | –   | –   | –   | –   | –   | –   | –   | –   | –   |
| 19                    | (16) Kacper Woryna         | 8    | –   | –   | –   | –   | –   | –   | –   | –   | –   | 8   |
| 20                    | (266) Mads Hansen          | 7    | –   | –   | –   | –   | –   | –   | –   | –   | 7   | –   |
| 21                    | (16) Gleb Czugunow         | 7    | –   | –   | –   | –   | –   | –   | 7   | –   | –   | –   |
| 22                    | (16) Kai Huckenbeck        | 7    | –   | –   | –   | 7   | –   | –   | –   | –   | –   | –   |
| 23                    | (16) Oliver Berntzon       | 5    | –   | –   | –   | –   | –   | –   | –   | –   | 5   | –   |
| 24                    | (17, 515) Jakub Miśkowiak  | 4    | –   | 0   | –   | –   | –   | –   | –   | –   | –   | 4   |
| 25                    | (16) Maksym Drabik         | 4    | –   | 4   | –   | –   | –   | –   | –   | –   | –   | –   |
| 26                    | (16) Szymon Woźniak        | 3    | –   | –   | –   | –   | 3   | –   | –   | –   | –   | –   |
| 27                    | (17) Krzysztof Lewandowski | 1    | –   | –   | –   | –   | –   | –   | –   | –   | –   | 1   |
| 28                    | (17) Tom Brennan           | 1    | –   | –   | –   | –   | –   | 1   | –   | –   | –   | –   |
| 29                    | (16) Jan Kvěch             | 1    | –   | –   | 1   | –   | –   | –   | –   | –   | –   | –   |
| 30                    | (18) Mateusz Affelt        | 0    | –   | –   | –   | –   | –   | –   | –   | –   | –   | 0   |
| 31                    | (17) Victor Palovaara      | 0    | –   | –   | –   | –   | –   | –   | –   | –   | 0   | –   |
| 32                    | (17) Benjamin Basso        | 0    | –   | –   | –   | –   | –   | –   | –   | 0   | –   | –   |
| 33                    | (17) Bartłomiej Kowalski   | 0    | –   | –   | –   | –   | –   | –   | ns  | –   | –   | –   |
| 34                    | (16) Adam Ellis            | 0    | –   | –   | –   | –   | –   | 0   | –   | –   | –   | –   |
| 35                    | (17) Wiktor Jasiński       | 0    | –   | –   | –   | –   | ns  | –   | –   | –   | –   | –   |
| 36                    | (17) Norick Blödorn        | 0    | –   | –   | –   | 0   | –   | –   | –   | –   | –   | –   |
| 37                    | (17) Daniel Klíma          | 0    | –   | –   | 0   | –   | –   | –   | –   | –   | –   | –   |
| 38                    | (18) Witalij Łysak         | 0    | –   | ns  | –   | –   | –   | –   | –   | –   | –   | –   |
| 39                    | (17) Nick Škorja           | 0    | 0   | –   | –   | –   | –   | –   | –   | –   | –   | –   |
| 40                    | (18) Anton Karlsson        | 0    | –   | –   | –   | –   | –   | –   | –   | –   | 0   | –   |
| 41                    | (18) Emil Breum            | 0    | –   | –   | –   | –   | –   | –   | –   | 0   | –   | –   |
| 42                    | (18) Wiktor Przyjemski     | 0    | –   | –   | –   | –   | –   | –   | ns  | –   | –   | –   |
| 43                    | (18) Leon Flint            | 0    | –   | –   | –   | –   | –   | 0   | –   | –   | –   | –   |
| 44                    | (18) Oskar Paluch          | 0    | –   | –   | –   | –   | ns  | –   | –   | –   | –   | –   |
| 45                    | (18) Lukas Baumann         | 0    | –   | –   | –   | ns  | –   | –   | –   | –   | –   | –   |
| 46                    | (18) Petr Chlupáč          | 0    | –   | –   | ns  | –   | –   | –   | –   | –   | –   | –   |
| 47                    | (18) Dennis Fazekas        | 0    | 0   | –   | –   | –   | –   | –   | –   | –   | –   | –   |
| Rezerwa kwalifikowana |                            |      |     |     |     |     |     |     |     |     |     |     |
|                       | (22) Luke Becker           | —    | –   | –   | –   | –   | –   | –   | –   | –   | –   | –   |
|                       | (415) David Bellego        | —    | –   | –   | –   | –   | –   | –   | –   | –   | –   | –   |
| Lp.                   | Zawodnik                   | Suma | HRV | PL1 | CZE | DEU | PL2 | GBR | PL3 | DNK | SWE | PL4 |